# Microsorum lastii
Microsorum lastii är en stensöteväxtart som först beskrevs av Bak., och fick sitt nu gällande namn av Tard. Microsorum lastii ingår i släktet Microsorum och familjen Polypodiaceae. Inga underarter finns listade.